# リオル・ラファエロフ
リオル・リファエロフ（Lior Refaelov, 1986年4月26日 - ）は、イスラエル出身の元サッカー選手。現役時代のポジションはミッドフィールダー。

## 来歴
1998年にマッカビ・ハイファFCのユースチームでキャリアをスタートした。2003-2004シーズンにはユースで7ゴールを決め、ユースリーグで最優秀選手賞に輝き、翌シーズンにはトップチームに昇格した。2008-2009シーズンには9ゴールを決め優勝に貢献した。
2011年6月20日に移籍金250万ユーロでクラブ・ブルッヘへ移籍した。
2021年4月26日、次のシーズンからRSCアンデルレヒトに移籍し、2年契約を結ぶことが発表された。

## 代表歴
イスラエル代表として、2010年5月26日の親善試合のウルグアイ戦で代表初ゴールを記録。

## タイトル
クラブ
マッカビ・ハイファFC
- イスラエル・プレミアリーグ 2005-06, 2008-09, 2010-11
- トト・カップ 2005-06

クラブ・ブルッヘ
- ベルギー・カップ 2014-15
- ベルギー・スーパーカップ 2016
- ジュピラー・プロ・リーグ 2015-16, 2017-18

ロイヤル・アントワープ
- ベルギー・カップ 2019-20